# Hrvatsko katoličko dobrotvorno društvo
Hrvatsko katoličko dobrotvorno društvo je dobrotvorno društvo Hrvata katolika. Sjedište je u Sarajevu, Obala Maka Dizdara 10. Glavni mu je cilj duhovni i materijalni preporod hrvatskoga katoličkog pučanstva.

## Povijest
Osnovano je u Sarajevu 21. travnja 1991. godine radi duhovnog, kulturnog i materijalnog preporoda hrvatskog naroda. Pravila Društva utemeljena su na načelima Evanđelja i potvrđena su od Nadbiskupa Vrhbosanskog ordinarijata u Sarajevu pod br. 562/91. Više je puta moralo biti registrirano odnosno preregistrirano zbog raznih zakonskih izmjena. Prvi je put registrirano kod Višeg suda u Sarajevu 23. svibnja 1991. god. Tijekom Domovinskog rata i u poraću Društvo još se nekoliko puta preregistriralo prema propisima nadležnih ustanova za humanitarne udruge. Posljednja u nizu bila je kod Federalnog ministarstva pravde 28. siječnja 2003. godine. Do danas je HKDD napravilo mnogo dobrih djela na humanitarnoj, kulturnoj i odgojnoj razini diljem Bosne i Hercegovine i Hrvatske.
Prema svom statutu, HKDD može si osnovati ogranke i povjereništva. Do 20. obljetnice aktivno su djelovali ogranci u Varešu, Novom Travniku, Prozoru-Rami, Žepču i Zagrebu te Povjereništva u Münchenu i Senigalliji.

## Ciljevi
Glavni cilj HKDD-a je duhovni i materijalni preporod hrvatskoga katoličkog pučanstva.
HKDD pomaže obiteljima i bračnim drugovima, svim osobama kojima treba pomoć, kako u savjetima i razgovorima tako i materijalno prema mogućnostima. Organizira prikupljanje i dijeljenje materijalne pomoći, zbrinjava i pomaže ljude u izvanrednim prilikama, pruža besplatne i prihvatljive zdravstvene obrtničko-stručne i druge usluge potrebitima, posreduje kod traženja posla, stana, upisa u školu, smještaja u studentske i đačke domove, sudjeluje u stipendiranju, surađuje s invalidnim osobama (kao što su udruženja slijepih, distrofičara, gluhonijemih i sl.) pribavlja ortopedska pomagala i lijekove, organizira patronažne službe, pomaže napuštenoj djeci i siročadi, djeci bez mogućnosti normalnog razvitka, života i odgoja i dr. Poziva na susrete i priredbe duhovnog i kulturnog sadržaja. Naglasak pomoći je na osobe iz siromašnih slojeva.
Planiraju osnovati studentske domove, domove za napuštenu djecu, smještati djecu u obitelji koje mogu pružiti djeci pravilne uvjete za život, te odgoj i obrazovanje ako im to roditelji nisu u mogućnosti to pružiti, osnivati radionice, servise i sl. za angažiranje nezaposlenih, osobito invalidnih osoba.
Ciljeve i djelatnosti ostvaruje kroz savjetovališta, zdravstvene usluge, kulturno-odgojne usluge, obrtničko-stručne usluge, karitativne usluge.
HKDD se financira iz članarina, dobrotvornih priloga, dotacija, zaklada i sredstava iz različitih djelatnosti HKDD-a.

## Humanitarne akcije
Društvo veoma aktivno u pružanju karitativne pomoći u odjeći, obući, hrani, namještaju, kućnim strojevima i sl.
Preko deset godina djeluje projekt pomoći ljudima na selu ,,Dobri pastir. Vid je beskamatnog kredita. Koncipiran je tako da korisniku omogućavaju određeni broj ovaca, krava, pčela koje korisnici vraćaju u sljedeće tri godine.

## Objekti
Društvo je realiziralo brojne pothvate u domeni duhovnog, kulturnog i materijalnog boljitka Hrvata u Bosni i Hercegovini. Podiglo je :
- Studentski domovi: tijekom 1996. studentske domove Katarina Kosača (muški studentski dom) i tijekom 1998. Diva Grabovčeva (ženski studentski dom) u Zagrebu u Hrvatskoj te 2017. don Dragan Dujmušić na Stupu u BiH, koji je svečano otvorio hrvatski premijer.[4]
- Ramska kuća, kulturno-športski-rekreacijski centar na Makljenu.[5]
- Sarajevski gostinjac prof. dr. Krunoslav Draganović u Bojničkoj 183, Sarajevo, blizu zračne luke i terme Ilidža.[6]

## Vanjske poveznice
- Službene stranice HKDD-a  Arhivirana inačica izvorne stranice od 5. studenoga 2018. (Wayback Machine)